# ريان غريفز
ريان غريفز (بالإنجليزية: Ryan Graves)‏ هو شخصية أعمال أمريكي، ولد في 1983 في سان دييغو في الولايات المتحدة.